# Joey Veerman
Johannes Cornelis Maria Veerman (ur. 19 listopada 1998 w Purmerend) – holenderski piłkarz, grający na pozycji pomocnika w PSV Eindhoven oraz w reprezentacji Holandii.

## Kariera klubowa

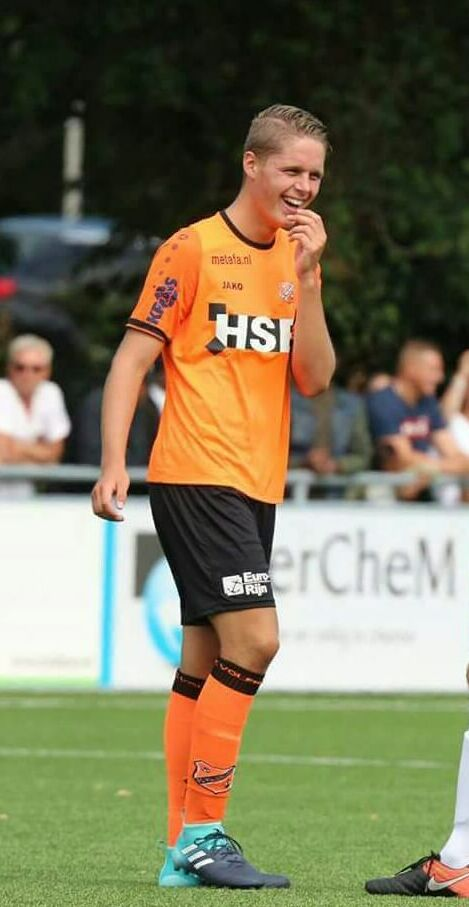
Veerman podczas meczu towarzyskim w 2017.

Jest wychowankiem Volendam. W latach 2019–2022 grał w Heerenveen. Debiut w Eredivisie zaliczył zmieniając Jordiego Bruijna w zremisowanym meczu z Fortuną Sittard.  

### PSV Eindhoven
Od rundy wiosennej sezonu 2021/2022 jest piłkarzem PSV Eindhoven. Piłkarz związał się 4,5-letnim kontraktem. 

## Statystyki kariery

### Klubowe
(aktualne na dzień 16 czerwca 2024)
| Klub               | Sezon              | Liga               | Liga  | Liga   | Puchar kraju | Puchar kraju | Europa | Europa | Inne  | Inne   | Suma  | Suma   |
| Klub               | Sezon              | Liga               | Mecze | Bramki | Mecze        | Bramki       | Mecze  | Bramki | Mecze | Bramki | Mecze | Bramki |
| ------------------ | ------------------ | ------------------ | ----- | ------ | ------------ | ------------ | ------ | ------ | ----- | ------ | ----- | ------ |
| Volendam           | 2016/17            | Eerste divisie     | 28    | 3      | 4            | 0            | —      | —      | 2     | 0      | 34    | 3      |
| Volendam           | 2017/18            | Eerste divisie     | 34    | 7      | 2            | 0            | —      | —      | —     | —      | 36    | 7      |
| Volendam           | 2018/19            | Eerste divisie     | 8     | 2      | 0            | 0            | —      | —      | —     | —      | 8     | 2      |
| Volendam           | 2019/20            | Eerste divisie     | 3     | 0      | 0            | 0            | —      | —      | —     | —      | 3     | 0      |
| Volendam           | Łącznie            | Łącznie            | 73    | 12     | 6            | 0            | 0      | 0      | 2     | 0      | 81    | 12     |
| Heerenveen         | 2019/20            | Eredivisie         | 22    | 4      | 4            | 1            | —      | —      | —     | —      | 26    | 5      |
| Heerenveen         | 2020/21            | Eredivisie         | 31    | 7      | 4            | 2            | —      | —      | —     | —      | 35    | 9      |
| Heerenveen         | 2021/22            | Eredivisie         | 18    | 3      | 2            | 1            | —      | —      | —     | —      | 20    | 4      |
| Heerenveen         | Łącznie            | Łącznie            | 71    | 14     | 10           | 4            | 0      | 0      | 0     | 0      | 81    | 18     |
| PSV                | 2021/22            | Eredivisie         | 15    | 4      | 4            | 2            | 5      | 0      | —     | —      | 24    | 6      |
| PSV                | 2022/23            | Eredivisie         | 33    | 4      | 4            | 0            | 12     | 5      | 1     | 0      | 50    | 9      |
| PSV                | 2023/24            | Eredivisie         | 29    | 6      | 0            | 0            | 11     | 2      | 1     | 0      | 41    | 8      |
| PSV                | Łącznie            | Łącznie            | 77    | 14     | 8            | 2            | 28     | 7      | 2     | 0      | 115   | 23     |
| Łącznie w karierze | Łącznie w karierze | Łącznie w karierze | 220   | 40     | 24           | 6            | 28     | 7      | 4     | 0      | 277   | 53     |

### Reprezentacyjne
| Reprezentacja | Rok     | Mecze | Bramki |
| ------------- | ------- | ----- | ------ |
| Holandia      | 2023    | 6     | 0      |
| Holandia      | 2024    | 5     | 1      |
| Ogólnie       | Ogólnie | 11    | 1      |

## Sukcesy

### PSV
- Eredivisie (1x): 2023/2024
- Puchar Holandii (1x): 2021/2022, 2022/2023
- Johann Cruyff Shield (1x): 2022, 2023

### Indywidualne
- Talent miesiąca Eredivisie: luty 2020[3]
- Gracz miesiąca Eredivisie: listopad 2023[4]